# Orders (film 1915)
Orders è un cortometraggio muto del 1915 diretto da Tom Santschi. Di genere drammatico, basato su un soggetto dello scrittore Arthur Preston Hankins, il film aveva come interpreti lo stesso regista insieme a Edith Johnson, la piccola Baby Jean Fraser e Harry Lonsdale.

## Trama
Agente del traffico, Tom Daly obbedisce strettamente agli ordini ricevuti quando scoppia in zona un incendio, impedendo l'accesso anche al medico che deve andare a visitare suo figlio, gravemente malato. Daly ferma anche l'automobile di Morris, il proprietario dell'edificio in fiamme e in seguito questo fatto porta il capo della polizia a chiedere le sue dimissioni, perché talvolta l'obbedienza cieca agli ordini non è la cosa giusta da fare. Quando però il capo della polizia e Morris scoprono che Daly ha fermato persino il medico corso dal figlio morente, i due si commuovono e Daly viene promosso. Il bambino recupera la sua salute e tutto finisce felicemente.

## Produzione
Il film fu prodotto dalla Selig Polyscope Company.

## Distribuzione
Distribuito dalla General Film Company, il film - un cortometraggio in una bobina - uscì nelle sale cinematografiche statunitensi il 7 dicembre 1915.